# Die Spanische Tragödie

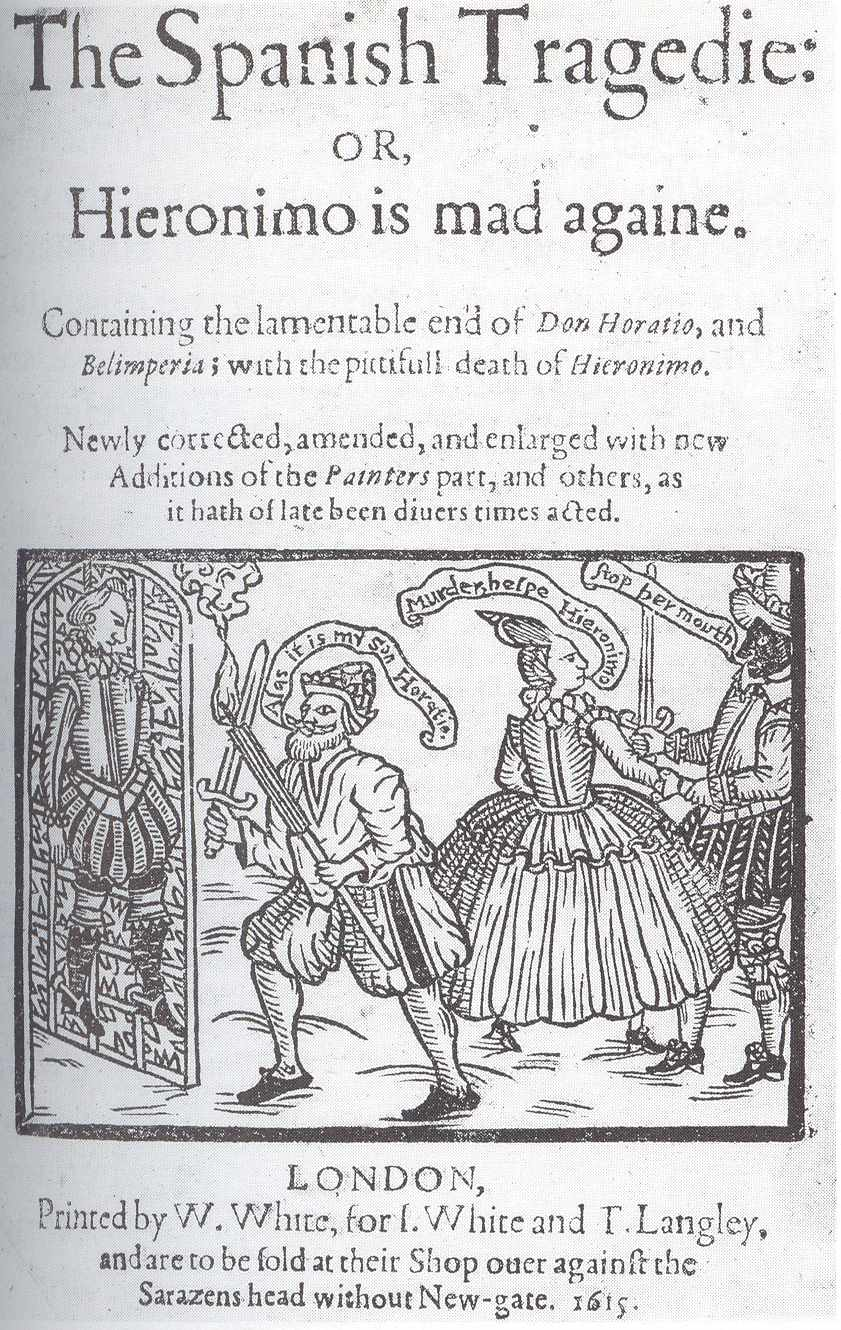
Titelseite des Quarto Nr. 7, (Q7) von 1615. (Variante, die John White und Thomas Langley als Herausgeber angibt.) An der Stelle der Schmuckfigur des Herausgebers befindet sich ein Holzschnitt, der die Ereignisse am Ende von Akt II,4 und am Anfang von Akt II,5 zusammenfasst.

Die Spanische Tragödie (engl. The Spanish Tragedy, or Hieronimo is Mad Again) ist eine elisabethanische Tragödie von Thomas Kyd, die zwischen 1582 und 1592 entstand. Zu seiner Zeit war das Stück ausgesprochen populär und trug maßgeblich dazu bei, das neue Genre der Rachetragödie in der englischen Literatur zu etablieren. Mehrere andere elisabethanische Autoren, darunter William Shakespeare, Ben Jonson und Christopher Marlowe, spielten in ihren Werken auf die Spanische Tragödie an oder parodierten das Stück.
Viele Elemente der Spanischen Tragödie tauchten später in Shakespeares Hamlet auf, darunter das Spiel im Spiel, das dazu dient einen Mörder zu überführen, oder der auf Rache sinnende Geist. Thomas Kyd wird regelmäßig auch als Autor des nicht überlieferten Ur-Hamlet vermutet, der möglicherweise eine von Shakespeares Quellen war.

## Handlung

### Urfassung
Vor Beginn des Stückes hat sich der Vizekönig Portugals gegen die spanische Herrschaft aufgelehnt. In einer Schlacht wurden die Portugiesen besiegt und ihr Anführer Balthazar, der Sohn des Vizekönigs, gefangen genommen; der spanische Offizier Andrea wurde von Balthazar ermordet. Sein Geist und der Geist der Rache (der während des gesamten Stückes auf der Bühne anwesend ist) fungieren als Chor – am Anfang jedes Aktes beklagt Andrea die Ungerechtigkeiten, während die Rache ihm zusichert, dass diejenigen, denen sie zusteht, ihre wohlverdiente Strafe bekommen werden. Eine Nebenhandlung beschreibt die Feindschaft zweier portugiesischer Edelleute, von denen einer den Vizekönig davon zu überzeugen versucht, sein Rivale habe den vermissten Balthazar ermordet.
Lorenzo, der Neffe des Königs, und Andreas bester Freund Horatio streiten darüber, wer von ihnen Balthazar gefangen genommen hat. Obwohl schon früh deutlich wird, dass in Wahrheit Horatio Balthazar besiegt hat und Lorenzo den teilweisen Ruhm erschleicht, stellt der König Balthazar unter Lorenzos Obhut und teilt die Erträge des Sieges unter beiden auf. Horatio tröstet Lorenzos Schwester Bel-Imperia, die gegen den Willen ihrer Familie in Andrea verliebt war. Trotz ihrer früheren Gefühle verliebt sie sich bald in Horatio, was teilweise ihrem Wunsch nach Rache geschuldet ist. Sie hat vor, den in sie verliebten Balthazar zu quälen.
Die königliche Familie sieht in Balthazars Liebe zu Bel-Imperia eine Möglichkeit, den Frieden mit Portugal wiederherzustellen, und plant eine Hochzeit. Horatios Vater, der Marschall Hieronimo, soll ein Unterhaltungsstück für den portugiesischen Botschafter veranstalten. Lorenzo, der vermutet, Bel-Imperia habe einen neuen Liebhaber gefunden, besticht ihren Diener Pedringano und erfährt, dass es sich dabei um Horatio handelt. Er überzeugt Balthazar, ihm dabei zu helfen, Horatio während eines Treffens mit Bel-Imperia zu ermorden. Hieronimo und seine Frau Isabella finden die Leiche ihres Sohnes erhängt und erstochen, was Isabella in den Wahnsinn treibt. Änderungen am Originaltext erweiterten diese Szene dahingehend, dass auch Hieronimo kurzzeitig seinen Verstand verliert.
Lorenzo sperrt Bel-Imperia weg; es gelingt ihr jedoch, Hieronimo einen mit ihrem Blut geschriebenen Brief zu schicken, der ihm mitteilt, dass Lorenzo und Balthazar die Mörder Horatios sind. Hieronimos Fragen und seine Versuche, Bel-Imperia zu sehen, zeigen Lorenzo, dass er etwas weiß. Aus dem Verdacht heraus, Balthazars Diener Serberine habe sie verraten, überzeugt Lorenzo Pedringano, diesen ebenfalls zu ermorden, und lässt ihn anschließend festnehmen, um ihn ebenfalls ruhigzustellen. Hieronimo als ernannter Richter verurteilt Pedringano zum Tode. Pedringano rechnet mit einer Begnadigung durch Lorenzo; dieser lässt ihn bis zu seiner Exekution in diesem Glauben.
Lorenzo schafft es, Hieronimo davon abzuhalten, Gerechtigkeit zu suchen, indem er den König davon überzeugt, Horatio sei am Leben. Hieronimo hindert er daran, den König aufzusuchen, indem er behauptet, dieser sei zu beschäftigt. Kurz davor hat sich Isabella umgebracht. Hieronimo verliert die Beherrschung, flucht unzusammenhängend und stößt seinen Dolch in den Boden. Lorenzo erklärt dem König, Hieronimo könne nicht mit dem neuen Reichtum seines Sohnes Horatio umgehen (dem Lösegeld für Balthazar vom portugiesischen Vizekönig) und sei verrückt vor Eifersucht. Als er wieder zu Sinnen kommt, täuschen er und Bel-Imperia Versöhnung mit den Mördern vor und inszenieren gemeinsam ein Stück mit dem Titel Soliman and Perseda. Während des Stückes erstechen sie Lorenzo und Balthazar vor den Augen des Königs, des Vizekönigs und des Herzogs von Kastilien (dem Vater von Lorenzo und Bel-Imperia). Bel-Imperia bringt sich um, und Hieronimo klärt das Publikum über seine Motive auf, legt jedoch Bel-Imperias Komplizenschaft nicht offen. Schließlich beißt er sich selbst die Zunge aus, um unter Folter nicht sprechen zu können, und tötet in der Folge den Herzog und sich selbst. Andrea und die Rache sind zufrieden.

### Die Erweiterungen von 1602
Die vierte Quartausgabe von 1602 ergänzte die Urfassung um fünf Passagen mit insgesamt 320 Versen. Die umfangreichste davon ist eine komplette Szene, die größtenteils Hieronimos Gespräch mit einem Maler umfasst. Sie fällt zwischen die Szenen III.xii und III.xiii und wird oft als Szene III.xiia geführt.
Henslowes Tagebuch erwähnt zwei Zahlungen an Ben Jonson für Ergänzungen zur Spanischen Tragödie, die auf den 25. September 1601 und den 22. Juni 1602 datiert sind. In der Forschung wird die Ansicht, Jonson sei der Autor der Ergänzungen, jedoch überwiegend abgelehnt. Ihr Stil wird als untypisch für Jonson beurteilt. Außerdem bezahlte Henslowe Jonson mehrere Pfund für seine Ergänzungen, was als zu viel für 320 Verse erscheint. Darüber hinaus scheint John Marston die „Maler-Szene“ schon 1599 in seinem Stück Antonio and Mellida zu parodieren, was darauf hindeutet, dass die Szene schon zum damaligen Zeitpunkt existiert haben und dem Publikum bekannt gewesen sein muss. Die fünf Ergänzungen von 1602 könnten zur Aufführung der Admiral's Men 1597 entstanden sein. Wissenschaftler haben bezüglich ihrer Autorschaft verschiedene Vermutungen geäußert, darunter Thomas Dekker, John Webster und Shakespeare.

## Interpretationen

### Themen und Motive
Eine längere wissenschaftliche Debatte entfachte sich um den moralischen Stellenwert der Rache, des offensichtlichsten Themas des Stücks. Eine Frage ist dabei, ob der moralische Fehler, der sich in Hieronimos Rachepläne hineininterpretieren lässt, wirklich auf ihn selbst zurückgeht. Steven Justice vertritt die Ansicht, dass das Stück weniger Hieronimo verurteilt als die Gesellschaft, die diese Tragödie hervorbringt. Er argumentiert, dass Kyd die Rachetragödie dazu benutzte, populäre Vorstellungen des katholischen Spanien auf die Bühne zu bringen. Kyd würde demnach versuchen, ein negatives Spanienbild zu vermitteln, indem er aufzeigt, wie der spanische Hof Hieronimo keine akzeptablen Handlungsoptionen ließe. Der Hof würde Hieronimo also auf seiner Suche nach Gerechtigkeit zur Rache zwingen.
Ein weiteres Motiv der Spanischen Tragödie ist das Tragische selbst in Form von Morden und dem Tod. Ausgesprochen viele Figuren werden im Verlauf des Stückes getötet oder beinahe getötet: Horatio wird erhängt, Pedringano wird erhängt, Alexandro wird beinahe verbrannt, Villuppo wird wohl gefoltert und verbrannt. Die hohe Frequenz von Morden wird schon am Anfang des Stücks von Andrea in der Unterwelt thematisiert und zieht sich durch bis in die letzte Szene. Molly Smith hält das Jahrzehnt der Entstehung des Stückes für einen bedeutenden Faktor für diese Thematik.
Darüber hinaus könnte das Motiv der Rache auch eine historische Komponente haben – das Stück thematisiert nach Ansicht von Glenn Carmann unterschwellig den Konflikt zwischen England und Spanien. Die spanische Armada könnte dabei zum Gegenstand eines politischen Witzes geworden sein.

### Struktur

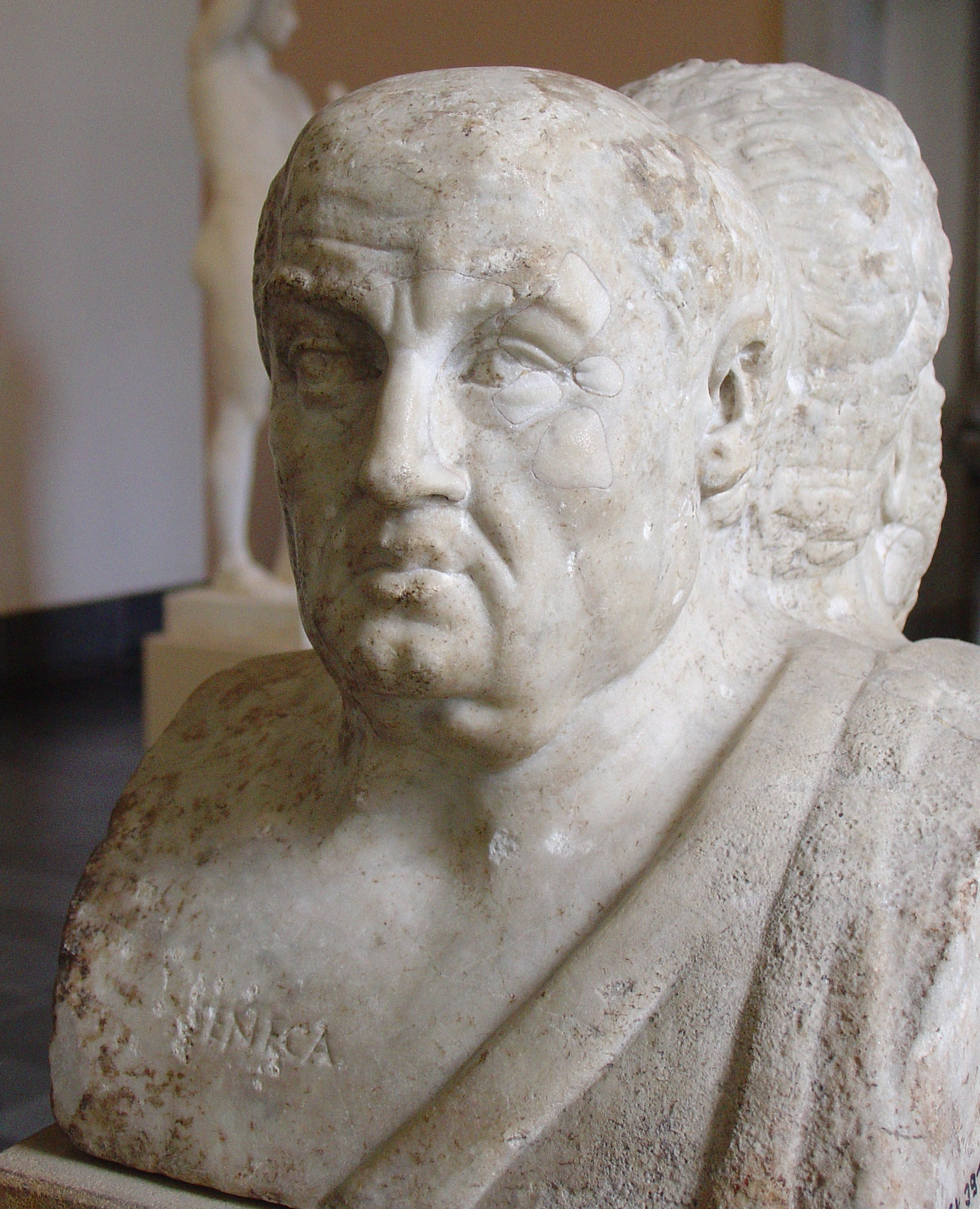
Seneca

Ein wichtiges Element in der Struktur des Stückes ist das Spiel im Spiel. Die Spanische Tragödie erzählt anfangs den Hintergrund von Hieronimos Streben nach Rache. Er erscheint zunächst als Nebenfigur, wird jedoch schließlich zum Hauptbeteiligten der Handlung, die um die Rache kreist. Als er zur Hauptfigur wird, wird die eigentliche Handlung deutlich und offenbart die zentrale Bedeutung der Rache. Kyd verwendet den Weg zum Rachemotiv dazu, die inneren und äußeren Konflikte der Figuren zu zeigen. Letztendlich findet die wirkliche Rache während des Theaterstücks statt, das Hieronimo inszeniert – und macht es zur zentralen Szene der Tragödie. Die Auflösung findet letztlich in der Erklärung an den König statt. Das Spiel im Spiel wird nicht vor seiner Aufführung beschrieben, was es als Höhepunkt heraushebt.
Kritiker haben angemerkt, dass die Spanische Tragödie der Auffassung der Tragödie nach Seneca entspricht. Die Trennungen der Figuren, der betont blutige Höhepunkt und die Rache selbst stellen das Stück in die Tradition einiger berühmter antiker Stücke. Kyd weist auf die Bezüge zu antiken Tragödien hin, in dem er Latein in seinem Stück verwendet, obwohl er christliche Motive direkt mit antiken kollidieren lässt. Auf drei antike Tragödien spielt er außerdem direkt an. Der Spanischen Tragödie wird nachgesagt, den Stil verschiedener elisabethanischer Rachetragödien nachhaltig beeinflusst zu haben, von denen Hamlet die bedeutendste ist.

### Einflüsse
Verschiedene Werke haben die Spanische Tragödie beeinflusst, darunter in erster Linie mittelalterliche und solche von Seneca, aus denen sie die tragische, blutige Handlung, die Rhetorik des „Schrecklichen“, das Thema des Geistes sowie typische Rachemotive schöpft. Die Figuren des Geistes von Andrea sowie dem der Rache bilden einen Chor, der dem bei Thyestes entspricht. Der Geist beschreibt seine Reise in die Unterwelt und verlangt schließlich nach einer Strafe, die von Thyestes, Agamemnon und Phaidra beeinflusst ist. Die Verwendung onomastischer Rhetorik, in der Figuren wie Hieronimo mit ihren Namen spielen, geht ebenfalls auf Seneca zurück. Hieronimo selbst spielt auch auf Senecas Agamemnon und Troades an. Die Figur des alten Mannes, Senex, wird als direkter Bezug zu Seneca gelesen.
Typische Eigenschaften für Seneca werden in der Spanischen Tragödie unterlaufen, etwa die Figur des Geistes. Bei Kyd ist der Geist Teil des Chores, anders als etwa in Thyestes, wo er nach dem Prolog verschwindet. Darüber hinaus gibt er dem Publikum keine Informationen über die Handlung oder ihren Ausgang. Eher entspricht der Geist jenen in metrischer mittelalterlicher Form, die zurückkehren und die Handlung kommentieren. Auch die Figur der Rache entspricht eher dem mittelalterlichen Drama.

## Textgeschichte

### Datierung

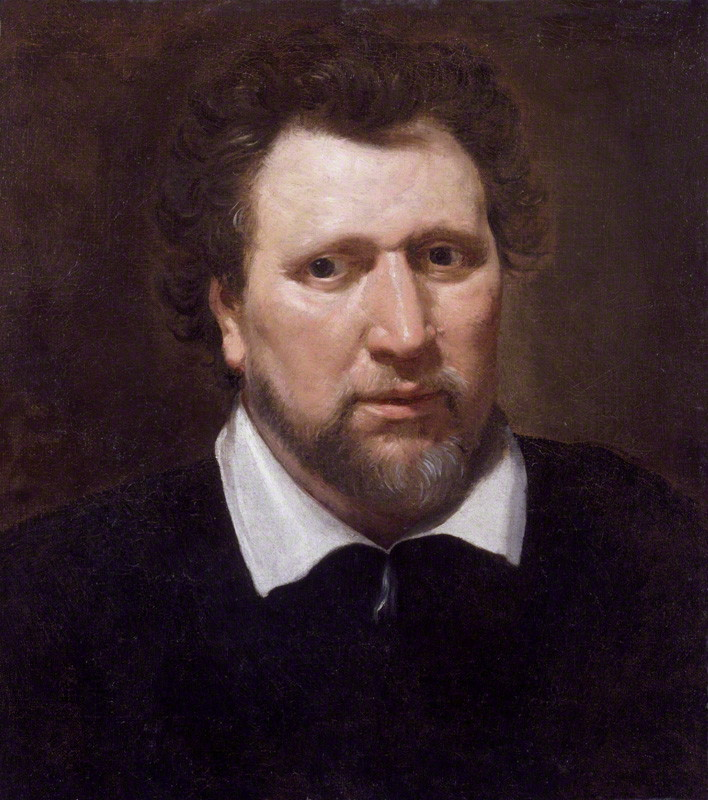
Ben Johnson

In der Einführung zu seinem Stück Bartholomew Fair (1614) erwähnt Ben Jonson die Spanische Tragödie und gibt ihr Alter als „five and twenty or thirty years“ (fünfundzwanzig oder dreißig Jahre) an. Wenn diese Angabe wörtlich genommen wird, ergibt sich daraus ein Entstehungszeitpunkt zwischen 1584 und 1589, was mit den bekannten Informationen gut übereinstimmt. Einige Kritiker vertreten die Ansicht, dass das Stück keine Anspielungen auf die Schlacht mit der spanischen Armada von 1588 macht und sehen daher 1587 als wahrscheinlichstes Entstehungsjahr an. Andere Einschätzungen weichen in die eine oder andere Richtung um ein Jahr ab. Philip Edwards geht in seiner Ausgabe des Stücks von einem Zeitfenster von 1582 bis 1592 aus und hält ein Datum um 1590 für das wahrscheinlichste.

### Aufführungsgeschichte
Von den frühesten Aufführungen des Stücks in den 1580er Jahren sind keine Berichte überliefert. Lord Strange’s Men führten am 14. März 1592 ein Stück auf, das als Jeronimo bezeichnet wurde, und wiederholten die Aufführung bis zum 22. Januar 1593 noch 16 mal. Ob Jeronimo die Spanische Tragödie war, ist unsicher. Eine weitere Möglichkeit wäre The First Part of Hieronimo (gedruckt 1604), ein anonymer Vorläufer von Kyds Drama; denkbar ist auch, dass es sich bei verschiedenen Aufführungen um verschiedene Stücke handelte.
Die Admiral’s Men nahmen Kyds Stück am 7. Januar 1597 wieder auf und brachten es bis zum 19. Juli zwölfmal zur Aufführung; gemeinsam mit Pembroke’s Men brachten sie es am 11. Oktober desselben Jahres ein weiteres Mal auf die Bühne. Aufzeichnungen von Philip Henslowe legen nahe, dass das Stück auch 1601 und 1602 aufgeführt wurde. Außerdem kam es 1601 zu Aufführungen durch englische Schauspieltruppen in Deutschland; auch deutsche und niederländische Übersetzungen entstanden.

### Editionsgeschichte
Kyds Stück wurde am 6. Oktober 1592 von einem Buchhändler namens Abel Jeffes ins Stationers’ Register eingetragen. Fast sicher wurde das Stück vor Jahresende 1592 als undatierte Quartausgabe publiziert. Diese Erstausgabe wurde von Edward Allde gedruckt und nicht vom Copyrightinhaber Jeffes verlegt, sondern von Edward White, einem weiteren Buchhändler. Am 18. Dezember 1592 entschied die Stationers' Company, dass sowohl Jeffes als auch White die Gesetze der Gilde verletzt hatten, indem sie fremde Werke gedruckt hatten. Sie verurteilte beide zu einer Strafe von 10 Shilling und ließ die Bücher vernichten, weshalb von der ersten Quartausgabe der Spanischen Tragödie nur ein einziges Exemplar erhalten ist. Dessen Titelseite erwähnt jedoch eine noch frühere Ausgabe, die wahrscheinlich von Jeffes stammt und von der kein Exemplar erhalten ist.
1594 wurde das beliebte Stück neu aufgelegt. Offensichtlich um einen Kompromiss zwischen den konkurrierenden Buchhändlern bemüht, schreibt die Titelseite die zweite Quartausgabe Abell Jeffes zu, „to be sold by Edward White“. Am 13. August 1599 übertrug Jeffes sein Copyright auf William White, der noch im gleichen Jahr eine dritte Ausgabe herausgab. White selbst wiederum übertrug seine Rechte am 14. August 1600 auf Thomas Pavier, der die vierte Ausgabe (die William White für ihn druckte) 1602 publizierte. Diese Ausgabe enthielt fünf Erweiterungen des vorherigen Texts und wurde 1610, 1615 (in zwei Auflagen), 1618, 1623 (in zwei Auflagen) und 1633 neu aufgelegt.

### Autorschaft
Sämtliche frühen Ausgaben waren anonym. Der erste Hinweis auf die Identität des Autors erschien 1612 in Thomas Heywoods Apology for Actors, wo das Stück Kyd zugeschrieben wird. Der Stil der Spanischen Tragödie ist der von Kyds weiterem Stück Cornelia (1593) so ähnlich, dass seine Autorschaft in der Forschung allgemein anerkannt wird.

## Rezeption
Die Spanische Tragödie war ausgesprochen einflussreich; in der zeitgenössischen Literatur finden sich zahlreiche Erwähnungen und Anspielungen. Ben Jonson erwähnte Hieronimo in der Einführung zu Cynthia's Revels (1600) und zitiert in Every Man in His Humour (1598) aus dem Stück (Akt I, Szene iv). In Satiromastix (1601) äußerte Thomas Dekker die Vermutung, Jonson habe in seiner frühen Zeit als Schauspieler selbst den Hieronimo gespielt.
Noch Jahrzehnte nach der Veröffentlichung des Stückes lassen sich Anspielungen in anderen Werken finden, darunter Thomas Tomkis’ Albumazar (1615), Thomas Mays The Heir (1620) sowie Thomas Rawlins' The Rebellion (etwa 1638).
Im zwanzigsten Jahrhundert zitierte T. S. Eliot das Stück und seinen Titel in seinem Gedicht Das wüste Land. Im Roman Schnee des türkischen Autors Orhan Pamuk stellt eine freiere Inszenierung der Spanischen Tragödie ein Handlungselement dar.

## Textausgaben
- Clara Calvo and Jesus Tronch (Ed.): Thomas Kyd: The Spanish Tragedy. Arden Early Modern Drama. Bloomsbury, London 2016. ISBN 978-1-904271-60-4

## Belege
1. ↑  Thomas Kyd, The Spanish Tragedy. Philip Edwards, ed. The Revels Plays; Methuen & Co., 1959; reprinted Manchester, Manchester University Press, 1986 S. lxii.
2. ↑  Steven Justice: Spain, Tragedy, and The Spanish Tragedy. Studies in English Literature, 1500–1900, Vol. 25, No. 2, Elizabethan and Jacobean Drama (Spring, 1985), S. 271–288.
3. ↑  Steven Justice: Spain, Tragedy, and The Spanish Tragedy. Studies in English Literature, 1500–1900, Vol. 25, No. 2, Elizabethan and Jacobean Drama (Spring, 1985), S. 271–288.
4. ↑  Molly Smith: The Theater and the Scaffold: Death as Pectable in The Spanish Tragedy. Studies in English Literature, 1500–1900, Vol. 32, No. 2, Elizabethan and Jacobean Drama (Spring, 1992), S. 217–232.
5. ↑  Glenn Carman: "Apocalypse and Armada in Kyd's Spanish Tragedy." 1997. The Free Library. The Renaissance Society of America., gesehen am 30. März 2010.
6. ↑  Tetsuo Kishi: The Structure and Meaning of The Spanish Tragedy, gesehen am 30. März 2010
7. ↑  Janette Dillon: The Cambridge Introduction to Shakespeare's Tragedies. Cambridge University Press, 2007.
8. ↑  Janette Dillon: The Cambridge Introduction to Shakespeare's Tragedies. Cambridge University Press, 2007.
9. ↑  Howard Baker: Ghosts and Guides: Kyd's 'Spanish Tragedy' and the Medieval Tragedy. Modern Philology 33.1 (1935): S. 27.
10. ↑  Baker, S. 27.
11. ↑  Baker, S. 33.
12. ↑  Scott McMillin: The Book of Seneca in The Spanish Tragedy. Studies in English Literature 14.2 (1974): S. 206.
13. ↑  Baker, S. 33.
14. ↑  Baker, S. 28, 31
15. ↑  Chambers, E. K. The Elizabethan Stage. 4 Volumes, Oxford, Clarendon Press, 1923; Vol. 3, S. 396.
16. ↑  Thomas Kyd: The Spanish Tragedy. Philip Edwards, ed. The Revels Plays; Methuen & Co., 1959. (Reprint: Manchester University Press, Manchester 1986 S. xxi-xxvii)
17. ↑  Chambers, Vol. 3, S. 396–397.
18. ↑  Edwards, S. xxvii-xxix.
19. ↑  Chambers, Vol. 3, S. 395.
20. ↑  Edwards, S. lxvii-lxviii.